# Белое (Лужский район)
Белое — деревня в Оредежском сельском поселении Лужского района Ленинградской области.

## История
Впервые упоминается в Писцовой книге Водской пятины 1500 года, как село Белое над озером над Белым в Никольском Бутковском погосте Новгородского уезда.
Село Белое обозначено на карте Санкт-Петербургской губернии 1792 года А. М. Вильбрехта.
Село Белое, состоящее из 24 крестьянских дворов, упоминается на карте Санкт-Петербургской губернии Ф. Ф. Шуберта 1834 года.

БЕЛОЕ — село, принадлежит: генерал-майорше Бегичевой, число жителей по ревизии: 58 м. п., 54 ж. п.

поручице, княгине Елецкой, число жителей по ревизии: 9 м. п., 13 ж. п.

в оном:

а) Церковь каменная во имя Рождества Христова

б) Питейный дом (1838 год)

Село Белое отмечено на карте профессора С. С. Куторги 1852 года.

БЕЛОЕ — село госпожи Косаревской, по просёлочной дороге, число дворов — 19, число душ — 87 м. п. (1856 год)

БЕЛОЕ — село, число жителей по X-ой ревизии 1857 года: 69 м. п., 79 ж. п.

БЕЛОЕ — погост при озере Белом, число дворов — 21, число жителей: 80 м. п., 76 ж. п.; Церковь православная. (1862 год)

В 1872—1873 годах временнообязанные крестьяне деревни выкупили свои земельные наделы у Ф. Н., В. Н., М. Н., А. Н., Е. Н. и Е. Н. Чебыкиных и стали собственниками земли.
В 1877 году временнообязанные крестьяне выкупили свои земельные наделы у П. И. Дашковой.
Согласно подворной описи 1882 года:

БЕЛОЕ — село: 62 дома, 70 душевых наделов, семей — 40, число жителей — 118 м. п., 104 ж. п.; разряд крестьян — собственники

Сборник Центрального статистического комитета описывал его так:

БЕЛОЕ — село бывшее владельческое при озере Белом, дворов — 30, жителей — 216; волостное правление, церковь православная, лавка. (1885 год)

Согласно материалам по статистике народного хозяйства Лужского уезда 1891 года, сельцо Белое площадью 167 десятин принадлежало жене статского советника Ю. Н. Пекиной, кроме того, имение при селении Белое площадью 675 десятин принадлежало дворянину Н. П. Косяровскому, имение было приобретено до 1868 года, хозяин сдавал в аренду помещение под трактир.
В XIX — начале XX века село административно относилось к Бутковской волости 1-го земского участка 1-го стана Лужского уезда Санкт-Петербургской губернии.
По данным «Памятной книжки Санкт-Петербургской губернии» за 1905 год, в селе Белое находилось правление Бутковской волости и жил полицейский урядник.

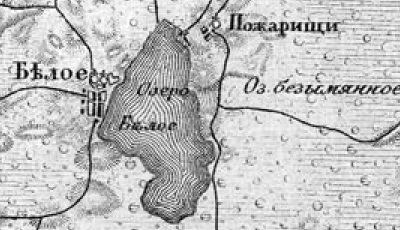
Деревня Белое на карте 1912 года

С 1917 по 1927 год деревня Белое входила в состав Бельского сельсовета Бутковской волости Лужского уезда.
С 1927 года, в составе Оредежского района.
По данным 1933 года село Белое являлось административным центром Бельского сельсовета Оредежского района, в который входили 7 населённых пунктов: деревни Гверездно, Заблюдежье, Пожарище, Стаи, Стройно, посёлок Красная Долина и село Белое, общей численностью населения 1092 человека.
По данным 1936 года в состав Бельского сельсовета входили 6 населённых пунктов, 209 хозяйств и 6 колхозов.
C 1 августа 1941 года по 31 января 1944 года деревня находилась в оккупации.
С 1954 года, в составе Холмецкого сельсовета.
С 1957 года, в составе Бельского сельсовета.
С 1959 года, в составе Лужского района.
В 1965 году население деревни Белое составляло 145 человек.
По данным 1966 года деревня Белое также входила в состав Бельского сельсовета Лужского района.
По данным 1973 и 1990 годов деревня Белое входила в состав Оредежского сельсовета.
В 1997 году в деревне Белое Тёсовской волости проживали 105 человек, в 2002 году — 115 человек (русские — 97 %).
В 2007 году в деревне Белое Тёсовского сельского поселения проживали 114 человек.
19 мая 2019 года деревня вошла в состав Оредежского сельского поселения.

## География
Деревня расположена в восточной части района на автодороге 41К-662 (Оредеж — Тёсово-4 — Чолово).
Расстояние до административного центра поселения — 8 км.
Расстояние до ближайшей железнодорожной станции Оредеж — 7 км.
Деревня находится на западном берегу озера Белое.

## Демография
| 1838 | 1862 | 1885 | 1965 | 1997 | 2007 | 2010 |
| ---- | ---- | ---- | ---- | ---- | ---- | ---- |
| 134  | ↗156 | ↗216 | ↘145 | ↘105 | ↗114 | ↘109 |
| 2017 |      |      |      |      |      |      |
| ↗110 |      |      |      |      |      |      |

## Улицы
Звёздная, Красивая, Озёрная, Рабочая, Садовый переулок.